# Mani (profeet)
Mani (Perzisch: مانی Māni, Syrisch: ܡܐܢܝ Chinees 摩尼 Móní, Latijn, Manes Grieks: Μάνης) (ca. 216–276) was de grondlegger van het manicheïsme, een  religie waarbij de verwerving van gnosis centraal stond. Het ontstond korte tijd na andere religieuze bewegingen waarin gnosis eveneens  centraal stond, zoals de gnostiek, hermetisme en ongeveer gelijktijdig met het mandeïsme. Mani heeft meerdere invloeden in zijn leer verwerkt, maar in de eenentwintigste eeuw is er consensus op het vakgebied dat de belangrijkste wortels van het manicheïsme in de christelijke gnosis liggen.
In de uitgave van de   Keulse Mani-Codex wordt gesteld dat het manicheïsme beschouwd kan worden 'als de belangrijkste uitdrukkingsvorm van de gnostiek.'

## Leven
Mani werd in 216 n. Chr. geboren in Mardīnū, in de buurt van Seleukia-Ktesifon, in Mesopotamië. Dit was toen een deel van het Parthische rijk.
Hij was de zoon van Iraanse (Parthen) ouders: zijn vader, Pattikios, kwam uit Hamadan; zijn moeder was van de adellijke familie van de Kamsaragan. Vermoedelijk was zijn moedertaal Middel-Perzisch of Syrisch. Volgens sommige bronnen zou hij een getalenteerd kind zijn geweest.
In de Keulse Mani-Codex, een geschrift uit eind vierde of begin vijfde eeuw, wordt vermeld dat hij zijn jeugd doorbracht bij een joods-christelijke groepering van baptisten, de Elchasaieten. Hij las de heilige boeken Puran en Kural en begon reeds op jonge leeftijd met prediken.
Op 24-jarige leeftijd ervoer Mani hoe zijn hogere Ik "ontwaakte" en brak hij met de Elchasaieten; dit hogere Ik was verbonden met een hoger geestelijk wezen dat aan Mani een bepaalde macht verleende. Volgens biografische aantekeningen door al-Biruni, opgeslagen in de 10e-eeuwse encyclopedie Fihrist van Ibn al-Nadim, kreeg Mani in zijn jeugd een visioen van een geest die hij later de Syzygos of Tweeling noemde. Deze zou hem de waarheden van de religie hebben geleerd. Sindsdien beschouwde Mani zichzelf als de parakleet uit het Nieuwe Testament: de Vertrooster, die door Jezus was voorzegd:
"Ik heb jullie nog veel meer te zeggen, maar jullie kunnen het nog niet verdragen. De Geest van de waarheid zal jullie, wanneer hij komt, de weg wijzen naar de volle waarheid. Hij zal niet namens zichzelf spreken, maar hij zal zeggen wat hij hoort en jullie bekendmaken wat komen gaat. Door jullie bekend te maken wat hij van mij heeft, zal hij mij eren. Alles wat van de Vader is, is van mij — daarom heb ik gezegd dat hij alles wat hij jullie bekend zal maken van mij heeft." (Johannes 16:12-15)
Op latere leeftijd kwam Mani met de conclusie dat verlossing kon worden bereikt door middel van educatie, vegetarisme, vasten en kuisheid. Hij zag zichzelf als de laatste profeet. De andere profeten waren Seth, Noach, Abraham, Sem, Nikotheos, Henoch, Zarathustra, Boeddha en Jezus. Mani presenteerde zichzelf als een verlosser en apostel van Jezus Christus. Hij werd onder meer door Marcion en Bardesanes geïnspireerd. Hij schreef zeven heilige boeken in het Syrisch (Oostaramees) en één, de Shaburagan, in het Middelperzisch. Mani overhandigde 9 april 243 sjah Sjapoer I zijn Shaburagan. Zijn belangrijkste boek was het (semi-canonieke) geïllustreerde Arjang (Ardhang, Het Beeld).
De zeven canonieke geschriften van Mani zijn:
- Het Levende (of: Grote) Evangelie
- De Schat des Levens
- De Pragmateia
- Het Boek van de Mysteriën
- Het Boek van de Reuzen
- De Brieven
- De Psalmen en Gebeden

Gedurende deze periode bestond er grote concurrentie om de politieke en sociale macht tussen religieuze groepen, zoals de christenen en het zoroastrisme. Mani’s religie had minder aanhangers dan deze twee religies, maar onder de aanhangers bevonden zich wel enkele hoge politieke figuren. Met de hulp van het Perzische Rijk stuurde Mani missionarissen naar onder andere India en Egypte. Mani zou zelf ook in de periode 241-243 India hebben bezocht en er een tijdje hebben gewoond. Enkele religieuze schilderijen in Bamyan worden aan hem toegeschreven. Tevens zou Mani naar de Indusvallei zijn gevaren en de boeddhistische koning tot zijn religie hebben bekeerd.
Mani slaagde er echter niet in om ook de volgende generatie voor zich te winnen. Uiteindelijk werd hij, tijdens de regering van Bahram I, door aanhangers van het zoroastrisme onder leiding van hoofdpriester Kartir Hangirpe naar de gevangenis van Gondesjapoer gestuurd, waar hij zesentwintig dagen later zou zijn overleden. Veel van zijn volgelingen vluchtten naar India en China. Sisinnios volgde Mani op als hoofd van de manichese kerk met haar zetel in Babylon.
Hoewel Mani’s originele geschriften verloren zijn geraakt, zijn enkele stukken bewaard gebleven in onder andere het Koptisch.
Augustinus was tien jaar lang aanhanger van Mani, maar verwierp toen zijn leer als ketters in zijn boek Contra Faustum Manichaeum.

## Mani's Mythe
Mani had een eigen speculatieve, ingewikkelde versie van de gnostische mythe met als uitgangspunt een absoluut dualisme: het goede (God, 'Vader der Grootheid') tegenover het kwade (Hylè, de slechte materie). Het rijk van God heeft vier wezenskenmerken: zuiverheid, licht, kracht en wijsheid. De Grote Vader verblijft in vijf 'woningen': verstand, denken, inzicht, gedachte en overleg, ook de 'ledematen van God' of elementen (lucht, licht, wind, water en vuur) genoemd. De vader wordt omgeven door twaalf aeonen (werelden), die gelijkmatig over de vier windstreken zijn verdeeld.
In het rijk van duisternis heerst een koning, Asaqlun (Sakla, 'dwaas'), over de boze materie. Dat rijk bestaat eveneens uit vijf gebieden (duister verstand, denken etc.) of vijf elementen (rook, donkerheid, wind, water en vuur). Eens komt de koning der duisternis aan de grens van zijn rijk en vangt een glimp op van het lichtrijk, wordt jaloers en valt aan. De Vader der Grootheid roept uit zichzelf de Moeder des Levens (de grote Geest) op en zij brengt de Eerste Mens (eerstgeboren Zoon van God, de Oermens, Adam Qadmaya) voort. De Oermens heeft vijf zonen.
De Oermens wordt verslagen en zijn vijfvoudige wapenrusting (vijf 'ledematen'van het licht, 'de Levende Ziel', parthenos, anima) wordt door de boze machten (archonten) verslonden. De Oermens keert terug naar het lichtrijk, maar zijn ziel blijft achter in de materie. Het doel is nu de 'androgynie' van de Oermens te herstellen. De Vader komt de Oermens te hulp. Hij roept de Geliefde der Lichten, de Grote Bouwmeester en de Levende Geest tot aanzijn, welke laatste, net als de Oermens vijf zonen heeft. De Levende Geest voert de Oermens terug naar het lichtrijk. Om het achtergebleven licht te redden schept de Levende Geest tien hemelen en acht aarden: de kosmos.
Om de lichtsubstantie te verlossen uit de materie komt de Derde Gezant (Tertius Legatus, Ambassadeur) met zijn Lichtjonkvrouw (vertegenwoordigd door Twaalf Maagden) tot aanzijn. Hij wil dat de boze machten het licht loslaten, dat ze verslonden hebben. De mannelijke archonten bewaren het licht in hun zaad, de vrouwelijke in hun baarmoeder. Bij het zien van de Maagden laten de mannelijke archonten hun zaad in zee en op aarde vallen. Uit zee komt een monster tevoorschijn dat door de Adamas van het Licht wordt getemd. Uit de aarde komen vijf bomen voort en uit hen al het plantaardige leven. De vrouwelijke archonten worden opgewonden bij het zien van de naakte Derde gezant en laten hun foetussen op aarde vallen, die de vruchten van de vijf bomen eten, die voortkwamen uit het zaad van de mannelijke archonten. De foetussen paren met elkaar en uit hen komen alle dieren voort. Het licht zit dus in de planeten- en dierenwereld. De Derde Gezant roept de Zuil der Heerlijkheid (Kolom der Glorie, de Nieuwe Mens) tot aanzijn. In deze vuurstroom stijgen en dalen lichtengelen op en neer. De archonten worden bang en scheppen  naar het beeld van de Derde Gezant de eerste mensen: Adam en Eva (Gehmurd en Murdiyanag). De mens stamt dus af van boze machten, de archonten, maar zijn geest komt van het lichtrijk. De mens weet dat niet en is geestelijk blind en doof. De tot aanzijn geroepen lichtgestalte Jezus (Jezus de Glans) brengt daarom de ware gnosis (kennis). Jezus de Lichtglans roept de Licht-Nous (intelligentie) tot aanzijn en deze zendt de Apostel van het Licht uit, die in elke generatie verschijnt. De Nous redt de Psychè uit de Hylè. 
Ten slotte komt de eindtijd met de Grote Oorlog tussen de machten van het licht en de duisternis. Door Mani's voorschriften te volgen worden lichtdelen bevrijd. De zielen worden geoordeeld en de uitverkorenen stijgen ten hemel. De wereld vergaat in een wereldbrand, die 1468 jaren duurt. De boze materie met haar slachtoffers wordt in een bolvormige kluit (bolos) opgesloten in een kuil en afgedekt met een steen.

## Nederlandse titels in druk beschikbaar
- J. van Oord, De Keulse Mani-Codex, In de Pelikaan, ISBN 978-90-716-0816-2
- Mani's lichtschat, Rozekruis Pers, ISBN 978-90-673-2190-7
- Mani - de gave van het licht, Rozekruis Pers, Symposionreeks 13, ISBN 978-90-673-2313-0